# Haukar Hafnarfjörður
Le Haukar Hafnarfjörður est un club omnisports islandais basé à Hafnarfjörður avec des sections en football, handball, basketball, karaté, ski et échecs.

## Historique
- 12 avril 1931 : fondation du club

## Palmarès

### Football
- Championnat d'Islande de football D3 (2) : 2001, 2007
- Championnat d'Islande de football D4 (2) : 1989, 2000

### Handball
Section masculine
- Championnat d'Islande (11) : 1943, 2000, 2001, 2003, 2004, 2005, 2008, 2009, 2010, 2015, 2016
- Coupe d'Islande (7) : 1980, 1997, 2001, 2002, 2010, 2012, 2014
- Coupe de la Ligue (6) : 2006, 2009, 2011, 2013, 2014, 2019[réf. nécessaire]

Section féminine
- Championnat d'Islande (7) : 1945, 1946, 1996, 1997, 2001, 2002, 2005
- Coupe d'Islande (4) : 1997, 2003, 2006, 2007

### Basketball
- Championnat d'Islande de basket-ball (1) : 1987-88
- Coupe d'Islande de basket-ball (3) : 1985, 1986, 1996
- Championnat d'Islande de basket-ball féminin (3) : 2006, 2007, 2009
- Coupe d'Islande de basket-ball féminin (5) : 1984, 1992, 2005, 2007, 2010